# Anxylotoles caudatus
Anxylotoles caudatus är en skalbaggsart som beskrevs av Fisher 1935. Anxylotoles caudatus ingår i släktet Anxylotoles och familjen långhorningar. Inga underarter finns listade i Catalogue of Life.